# رمضان عجب
رمضان عجب (عربی: رمضان العجب؛ زادهٔ ۱۹ سپتامبر ۱۹۸۹) بازیکن فوتبال اهل سودان است.
از باشگاه‌هایی که در آن بازی کرده‌است می‌توان به اشاره کرد.
وی همچنین در تیم ملی فوتبال سودان بازی کرده‌است.